# Gymnázium Třebíč
Gymnázium Třebíč je všeobecné gymnázium, které se nachází v třebíčské čtvrti Horka-Domky naproti budově Městského úřadu Třebíč na Masarykově náměstí. Blízko školy se nachází i Bráfova akademie Třebíč, střední škola a Jazyková škola s právem státní jazykové zkoušky. Škole se přezdívá gymnázium básníků, což odkazuje především ke skutečnosti, že mezi její významné absolventy patří Vítězslav Nezval, Jakub Deml či Jan Zahradníček.

## Dějiny

### Boje o české gymnázium a jeho založení

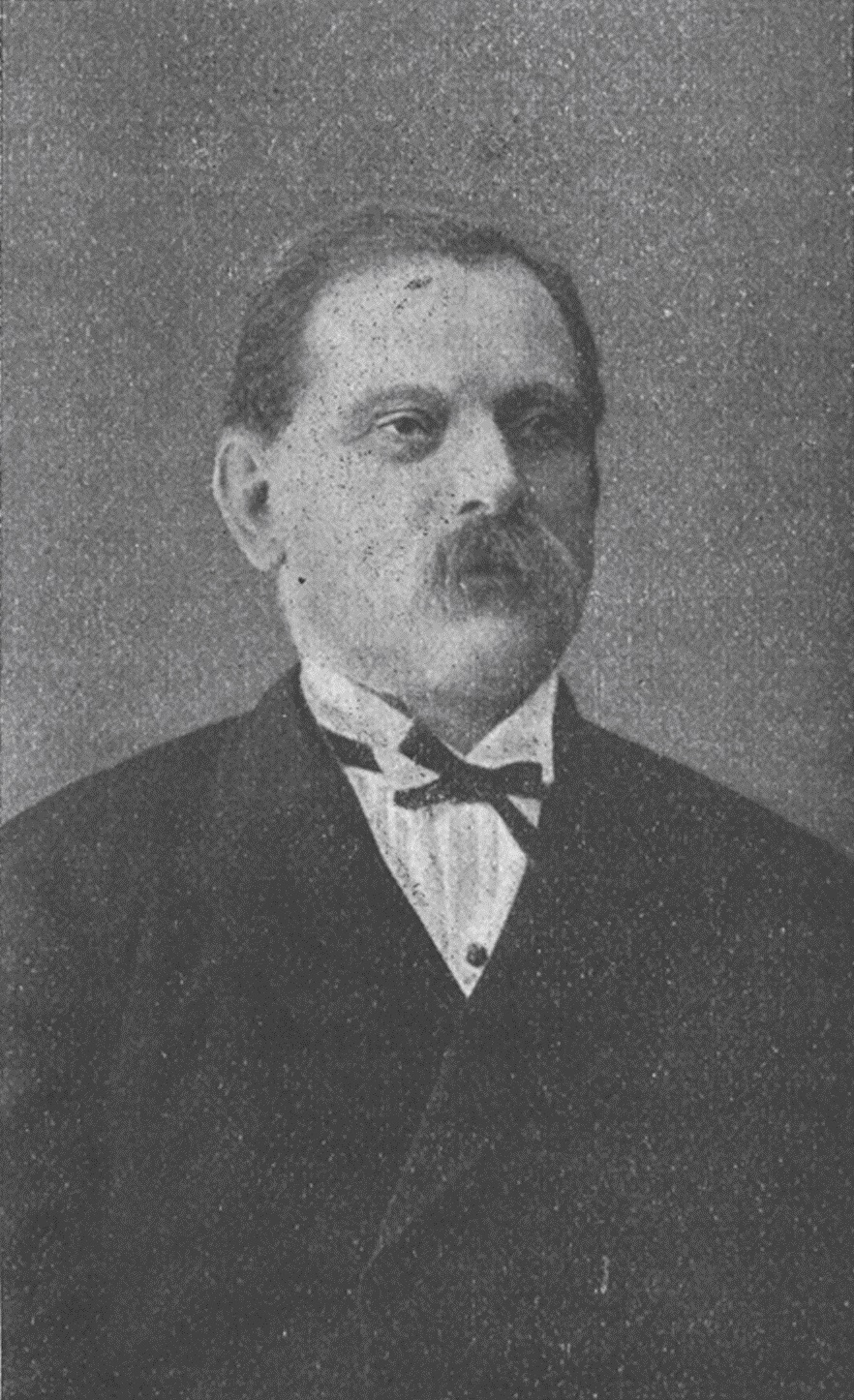
Starosta města Ignác Přerovský

První pokus o zřízení nižší reálky (sedmiletá střední škola zaměřená na přírodovědné obory),   vzešel na popud starosty města Martina Hasska z třebíčského zastupitelstva roku 1853 a vedl k podání žádosti vládě o zřízení školy s nabídkou, že město zajistí pro školu budovu a rovněž veškeré potřebné vybavení. Pro dokázání vážnosti žádosti zakoupilo město dům číslo stojící na Jordáně, tedy dnešním Masarykově náměstí. Na jeho místě měla být vybudována nová školní budova.
Při projednávání návrhu úředními orgány však došlo k průtahům. Mezitím se změnilo rozložení sil v třebíčském zastupitelstvu a konzervativní členové se postavili pro Hasskově snaze a odvolali dříve dané sliby o zajištění školy. Jejich další tlak vedl až k odstoupení Martina Hasska z pozice starosty v roce 1857.
Až roku 1867 padla vláda Karla Funduluse staršího a nový starosta Ignác Přerovský oživil myšlenku vzniku střední školy. Tentokrát ale zastupitelé neusilovali o nižší reálku, nýbrž o nižší gymnázium. O jeho zřízení jela roku 1870 osobně jednat do Vídně delegace ve složení Ignác Přerovský, Alois Hassek a František Müller. Dalšího projednávání žádosti se ujal ve Vídni tehdejší ministerský rada Josef Jireček, který se rok poté stal rovněž ministrem kultury a vyučování v Hohenwartově vládě. Z této pozice zajistil císařské rozhodnutí ze dne 14. srpna 1871 o zřízení c. k. slovanských nižších gymnasií v Třebíči a Valašském Meziříčí. Slovanská gymnasia zakládaná na Moravě byla totožná s českými v Čechách.
Prvním ředitelem gymnázia byl jmenován Alois Vaníček, profesorem František Hejzlar a katechetou farář ze zámku dr. Alois Schrotz. Pro zajištění chodu školy pronajalo město místnosti v domě U Krupičků.

### První roky a přeměna na německé gymnázium
Vzdělávací ústav byl slavnostně otevřen 29. října 1871, tedy ve stejný den, jako byl vysvěcen třebíčský Národní dům. Slavnostní kázání ku příležitosti otevření tehdy vedl třebíčský rodák P. Jan Soukop.
V prvním školním roce se zapsalo ke studiu 78 žáků. Ti byli vyučováni v domě U Krupičků všichni v společně v jedné místnosti, protože se nepočítalo s takovým zájmem. Obdobný zájem vydržel i v následujícím roce.
Po nástupu nové Auersperkovy vlády však došlo ke změnám v celém císařství, které vedly k centralizaci a germanizaci. Bylo tak rozpuštěno české zastupitelstvo a následně nahrazeno hrstkou třebíčských Němců podporovaných německy mluvícími Židy a státní správou. 3. srpna 1873 v důsledku toho došlo k podání žádosti 30členné komise o zavedení německého vyučovacího jazyka na gymnáziu. Ten byl zaveden i přes protest podepsaný 722 občany Třebíče a 100 občany okolních obcí a následně odeslaný císaři. Vláda návrh totiž císaři protest ani nepředložila a obhajovala své rozhodnutí prohlášením, že dokument nevzešel od obecního zastupitelstva.
7. listopadu 1873 byl zvolen starostou Karel Fundulus mladší a již 9. listopadu bylo změněno slovanské gymnázium na c. k. německé vyšší gymnasium. Německé gymnázium však nemohlo získat dostatečný počet žáků. Z toho důvody byly zřízeny české paralelní třídy v 1. a 2. ročníku. Ve druhém ročníku byli čeští studenti připravování na přechod do třetího ročníku německého.
Rozvoj třebíčského školství začal až po školských reformách Marie Terezie v 18. století. V té době byly učiněny první pokusy o vytvoření gymnázia v Třebíči. Další, již úspěšnější, snahy jsou datovány do poloviny 19. století. O založení gymnázia usiloval tehdejší starosta Martin Hassek, který v roce 1853 podal žádost o zřízení gymnázia. Nakonec se ani tento pokus nestal úspěšným a tak střední škola opět nebyla založena.
V roce 1871 se tehdy již převážně české městské zastupitelstvo zavázalo opatřit gymnáziu budovu a zázemí a císař František Josef I. 14. srpna tohoto roku rozhodl, že budou založena celkově čtyři české gymnázia. Již 29. října téhož roku proběhla slavnost k otevření gymnázia, v kostele sv. Martina z Tours pronesl slavnostní kázání farář z Doubravice na Moravě a třebíčský rodák Jan Nepomuk Soukop. Tentýž den byl rovněž otevřen i Národní dům. Obec tak byla narychlo nucena sehnat budovy pro gymnázium, využila tak tzv. Krupičkův dům, kde působila finanční stráž – ta byla vystěhována jinam. Škola však působila postupně i v dalších prostorách, Krupičkův dům údajně nestačil, škola působila v budově radnice, hostinci, sirotčinci a také i v bývalé jejkovské škole. V roce 1875 byla škola přestěhována do tzv. staré školy (pozdější budova zdravotnické školy a po roce 2005 i gymnázia) na Hasskově ulici. Za dalších deset let byla k této budově přistavěna dvouposchoďová přístavba. V těchto letech bylo gymnázium poněmčeno, tento stav trval od roku 1874 až do roku 1888, kdy byly zrušeny všechny německé třídy. Mezitím však postupně přibývaly mezi německé třídy i třídy s českým vyučovacím jazykem. Od roku 1886 bylo navíc gymnázium císařským rozhodnutím z 24. července 1885 prohlášeno za nižší gymnázium, o rok později již za gymnázium vyšší.

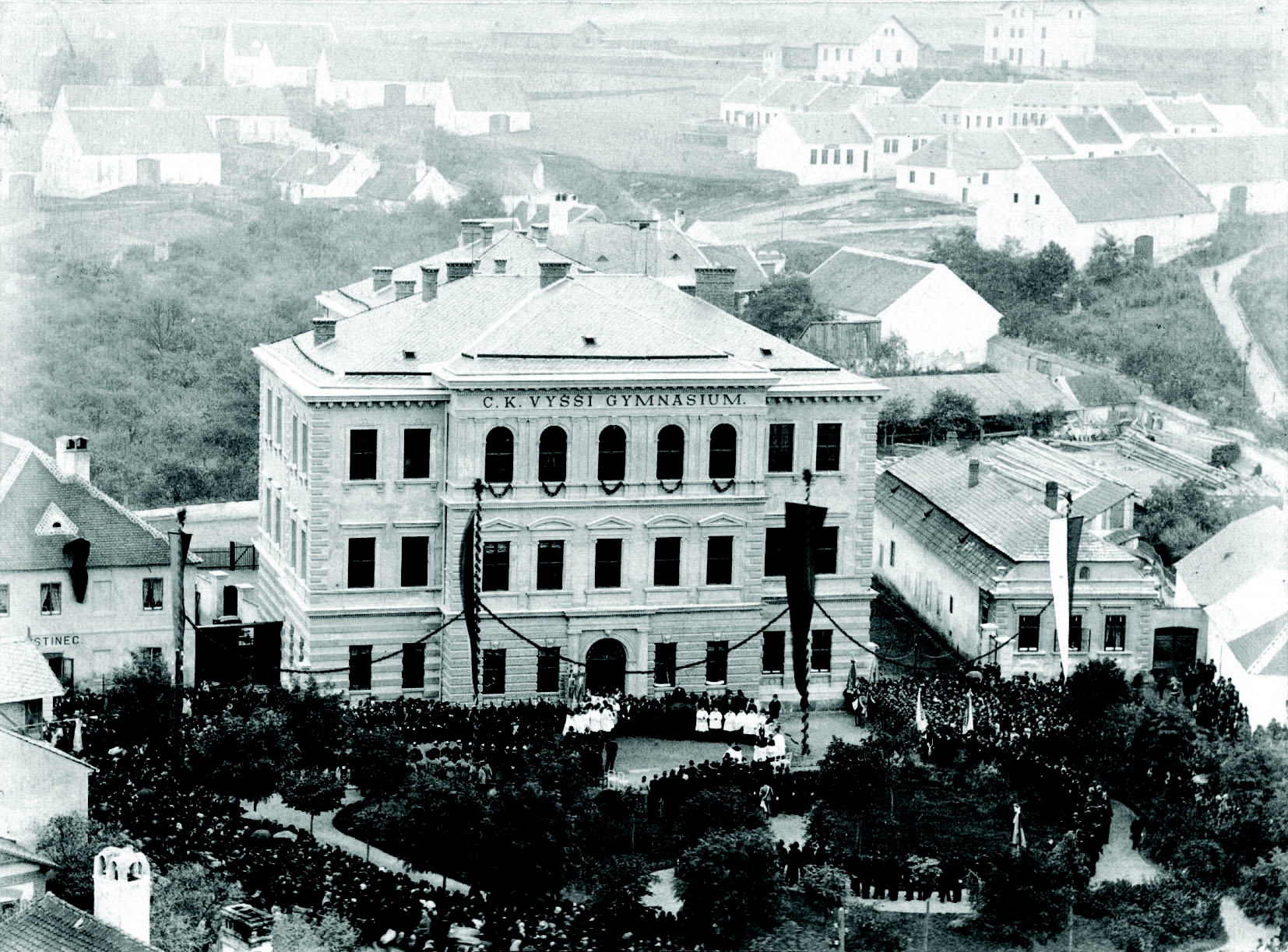
Svěcení budovy gymnázia

V dubnu 1888 bylo již vybráno místo pro novou budovu gymnázia a stavitelé Jaroslav Herzán a Reimund Wolf zahájili stavbu, budova byla postavena nákladem 84 000 zlatých a slavnostní otevření proběhlo 22. září 1889. Tentýž den byla budova i vysvěcena, svěcení se ujal František Saleský Bauer. Projevy pronesli i starosta Jan František Kubeš, školní inspektor K. Schober a advokát Antonín Blahovec, za desku s věnováním byla zazděna železná krabička s listinami a také byly k příležitosti svěcení gymnázia vyraženy pamětní mince. Odpoledne se v besedním domě konal banket, při kterém byla volána sláva císaři.

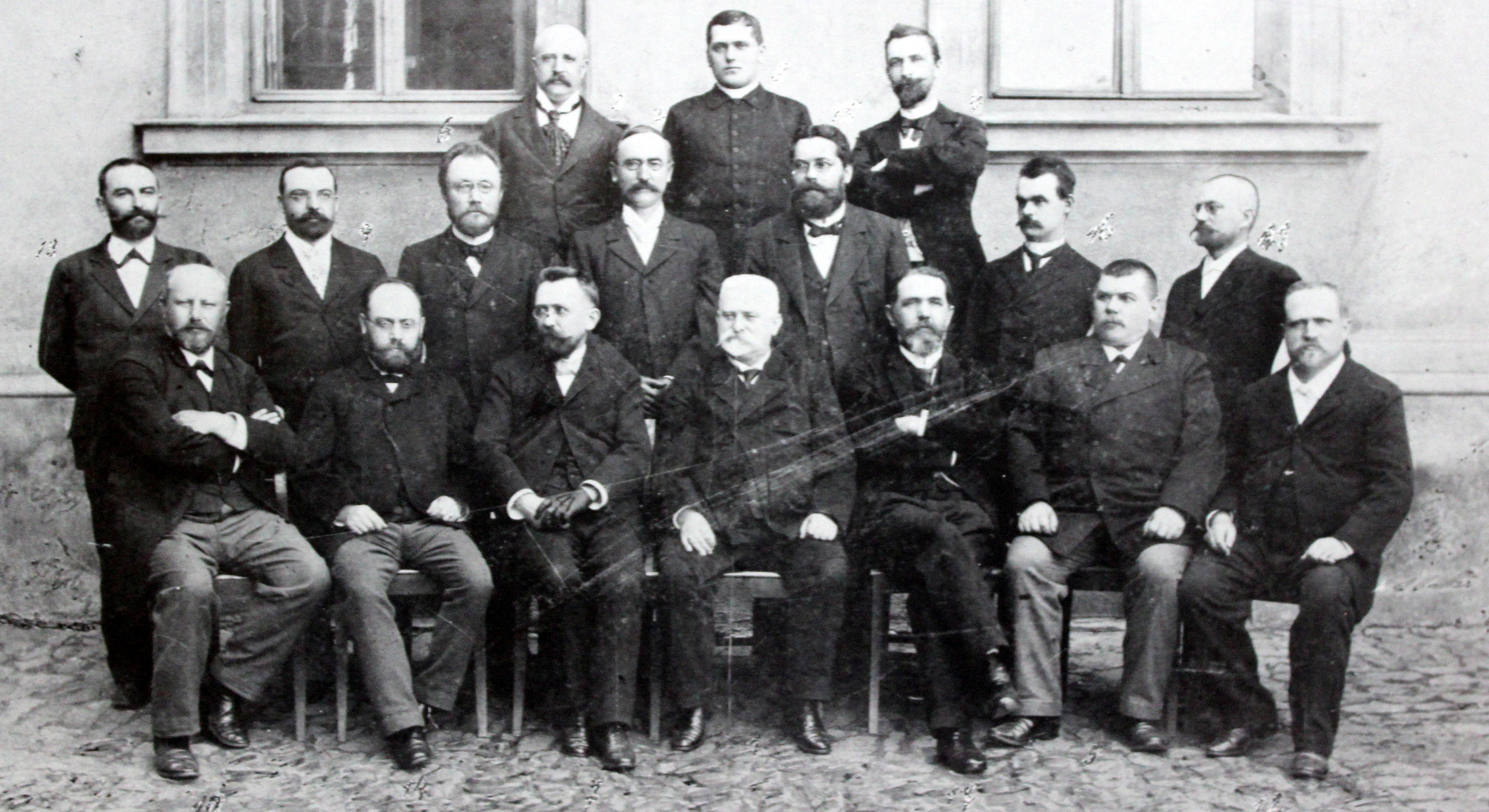
Profesorský sbor Gymnázia Třebíč (asi 1897)

V roce 1896 proběhly oslavy k 25 letům gymnázia a k tomuto roku byl založen i Akademický feriální klub pro jihozápadní Moravu se sídlem v Třebíči. Škola byla však využívaná i jinak, v roce 1894 ve škole byla během prázdnin ubytována armáda a znovu od srpna 1914 do 1. ledna 1916 ve škole sídlil vojenský lazaret. Výuka však nebyla přerušena, pouze byla odsunuta do tzv. Staré školy na Hasskově ulici. Od roku 1916 až do osvobození 28. října 1918 probíhala výuka s problémy, někteří učitelé narukovali a také byli nuceni narukovat i žáci vyšších ročníků. Po osvobození se měli vrátit původní profesoři a studenti již ve školním roce 1919/1920 založili sportovní klub Achilles. Již 10. února 1920 bylo gymnázium pojmenováno Masarykovo gymnázium, tentýž měsíc byly z učeben odstraněny kříže (jako ve všech školách). V roce 1921 proběhly oslavy 50 let gymnázia.
Škola byla do roku 1924 označena jako klasické gymnázium, později jako reálně gymnazijní škola s francouzštinou a deskriptivou. V roce 1928 byla osazena druhá pamětní deska, tentokrát padlým vojákům v čele se studentem Josefem Knotkem ze Smrku a od r. 1930 ve škole působilo sdružení rodičů. V roce 1935 si studenti mohli poprvé vybrat francouzský jazyk jako jazyk maturitní.
V roce 1938 byla škola opět obsazena armádou (všechny učebny kromě čtyř byly přenechány československé armádě, mohlo se vyučovat pouze 24 hodin týdně a sborovna byla přesunuta do šaten), tentokrát byla výuka přesunuta do šesti učeben budovy Obchodní akademie Dr. Albína Bráfa. Do třebíčského gymnázia se navíc přesunuly řediteství gymnázií z odsunutých území českého státu, byli jimi ředitelství znojemského, telčského, ivančického, hustopečského a opavského gymnázia. Později se výuka vrátila zpět do původní budovy, ale již 11. května 1942 byla budova zabrána pro sběrný tábor Židů. Výuka fungovala pouze pro studenty z posledního ročníku, kteří se připravovali na maturitní zkoušku. Účelu sběrného tábora ovšem škola sloužila pouze do 25. května tohoto roku, budovou prošlo přes 1500 osob, tyto osoby byly později transportovány do koncentračních táborů. Po této epizodě se ve škole učilo až do konce školního roku 1944, v srpnu tohoto roku byly v budově rychle připraveny prostory pro německý vojenský lazaret. V této době se tak vyučovalo v tzv. Dělnickém domě (naproti jejkovskému kostelu), jejkovské faře a na dalších místech. Později bylo vyučování zastaveno úplně. Po osvobození bylo vyučování obnoveno a v roce 1946 se již konaly slavnosti k 75 letům školy. V tomto roce byl také vydán almanach k tomuto výročí. Byla zahájená výstavba nové budovy školy. 
Po jejím dokončení, v roce 1953 byla škola přestěhována do nově postavené budovy Jedenáctileté střední školy na tehdejším náměstí Osvobození (na nynějším Václavském náměstí), tento název škola získala na několik let a v roce 1960 byla znovu přejmenována a to na Střední všeobecně vzdělávací školu. Tak se škola jmenovala do roku 1968, posléze byla přejmenována opět na gymnázium. V roce 1971 proběhly oslavy stého výročí založení školy a také se škola vrátila zpět do původní budovy na Masarykově náměstí. Do budovy Jedenáctiletky byla přestěhována základní škola. V roce 1980 po školských reformách začali být ve škole vyučovány odborné předměty, ty se pak vyučovaly až do roku 1990, kdy byly zrušeny. K dalšímu přejmenování školy došlo dne 23. října 1987, dostala název Gymnázium Bedřicha Václavka, tento název vydržel pouze do roku 1990 a v souvislosti s tímto přejmenováním byla odhalena pamětní deska. Ještě před sametovou revolucí začala přístavba nové budovy gymnázia, přesněji 1. září 1989, výuka probíhala v sousední budově. Přístavba byla dokončena v roce 1994 a výuka v původních i nových prostorách byla zahájena 4. září 1995. V roce 1990 nastoupili první studenti do tříd víceletého gymnázia, ti prozatím studovali v budově ZŠ T.G. Masaryka, do budov gymnázia se přesunuli až po dostavbě přístavby v roce 1995.
V roce 1996 došlo k oslavám 125. výročí školy a rovněž k vydání Almanachu gymnázia Třebíč 1871–1996. V roce 2021 došlo také k oslavám 150 let gymnázia. V roce 2021 byl také k výročí vydán šestý almanach gymnazijní matice Gymnázia Třebíč.
| Svěcení nově postavené staré budovy Gymnázia roku 1889 | Pohled na Gymnázium Třebíč z městské věže okolo roku 1906 |
| Roku 1889                                              | Kolem roku 1906                                           |
| ------------------------------------------------------ | --------------------------------------------------------- |

### Současnost

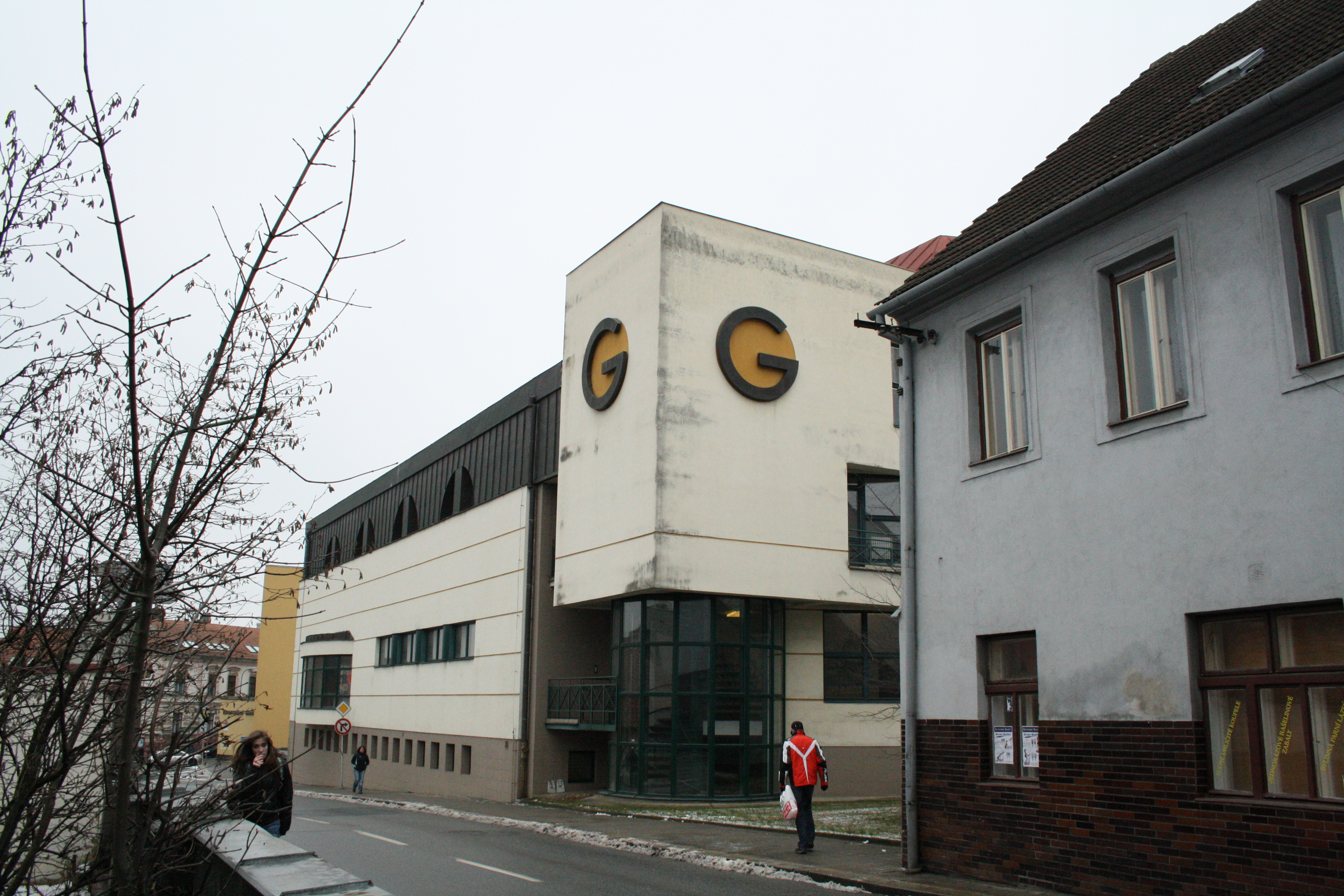
Nová budova gymnázia

Gymnázium se snaží studenty připravovat na studium na vysokých školách, většina studentů se na vysoké školy dostává. Škola nabízí výuku několika jazyků, kurzy programování, biologické, dějepisné a jiné semináře. Na škole vyučuje 48 učitelů, navštěvuje ji přibližně 600 žáků, škola otvírá tři třídy pro čtyřleté gymnázium a jednu třídu pro víceleté gymnázium.
Škola sídlí ve dvou budovách. Jsou to nová a stará budova, stará školní budova na Masarykově náměstí byla postavena v roce 1889, nová byla postavena mezi lety 1989–1994. V roce 2016 došlo k rekonstrukci střechy školy, stejně tak k dobudování strojovny vzduchotechniky s rekuperací tepla. V té době se z tělocvičny gymnázia staly učebny a kabinety, neboť v horních patrech školy se nedalo vyučovat – nebyla zavedena vzduchotechnika a dokončena rekuperace tepla.  V současnosti je provoz školní budovy a vyučování zajištěn v pořádku. 

### Názvy školy
- 1871 C. k. slovanské nižší gymnasium
- 1873 C. k. německé nižší gymnasium
- 1886 Gymnázium
- 1920 Masarykovo gymnázium
- 1953 Jedenáctiletá střední škola
- 1960 Střední všeobecně vzdělávací škola
- 1968 Gymnázium
- 1987 Gymnázium Bedřicha Václavka
- 1990 Gymnázium Třebíč

### Seznam ředitelů
Prvním ředitelem gymnázia byl Alois Vaníček, současnou ředitelkou gymnázia je od roku 2012 Alice Burešová.
| Pořadí | Představitel          | Portrét                                               | Období působení | Poznámka |
| ------ | --------------------- | ----------------------------------------------------- | --------------- | --- |
| 1      | Alois Vaníček         |                                                       | 1871–1875       | narozen v roce 1825 v Praze, působil dříve na gymnáziu v Olomouci, vystudovaný právník, podporoval českou výuku, z toho důvodu posléze přeložen na gymnázium v Jindřichově Hradci, zemřel v roce 1883 v Praze                                                                                 |
| 2      | Edmund Kratochvil     |                                                       | 1875–1878       | zastánce poněmčení výuky, posléze odešel na německé gymnázium v Uherském Hradišti |
| 3      | Ferdinand Kremser     |                                                       | 1878–1884       | přišel do Třebíče z Jihlavy, byl zastáncem české výuky, byl znám jako milý a klidný člověk, posléze odešel na gymnázium do Znojma |
| 4      | PhDr. Jan Reichert    | PhDr. Jan Reichert, ředitel Gymnázia Třebíč 1884–1902 | 1884–1902       | narozen v roce 1839 v Plačicích, během činnosti Jana Reicherta byly zrušeny německé třídy, rozšířen počet českých tříd a gymnázium povýšeno na vyšší. Byla také projektována, postavena a následně otevřena nová školní budova. Po roce 1902 odešel do důchodu, zemřel v roce 1912 v Třebíči. |
| 5      | Karel Kořínek         |                                                       | 1902–1908       | narozen v roce 1856 v Olomouci, profesor řečtiny a češtiny, posléze přešel na gymnázium v Olomouci, zemřel v roce 1920 v Olomouci |
| 6      | PhDr. Jan Korec       |                                                       | 1908–1913       | narozen v roce 1856 v Protivanově, do Třebíče přešel z Brna, kde učil na gymnáziu, zemřel náhle v roce 1913 |
| 7      | Jan Štěpán            |                                                       | 1913–1914       | narozen v roce 1858 v Pecce, po úmrtí Jana Korce byl jmenován na pozici ředitele Jan Štěpán, ten však zemřel také náhle v lednu roku 1914. |
| 8      | Antonín Nevole        |                                                       | 1914–1924       | přišel z gymnázia v Olomouci, během jeho působení školou prošla první světová válka, někteří studenti odešli do války, v roce 1918 odmaturovalo několik studentů, v roce 1924 odešel do důchodu                                                                                               |
| 9      | PhDr. Josef Kozlovský |                                                       | 1925–1936       | narozen v roce 1880 v Rašově, působil na gymnáziu v Brně, následně se stal ředitelem gymnázia v Třebíči, v roce 1936 nastoupil zdravotní dovolenou a posléze odešel do důchodu |
| 10     | Bohumír Bradáč        |                                                       | 1937–1942       | narozen v roce 1884 v Okříškách, posléze učil na gymnáziu v Jihlavě a následně přešel do Třebíče, posléze se stal opět ředitelem v letech 1945–1948 |
| 11     | Alois Kratochvil      |                                                       | 1942–1945       | narozen v roce 1889 v Ptáčově, pedagog a těsnopisec, mezi lety 1942 a 1945 provizorní správce, zemřel v roce 1964 |
| 12     | Bohumír Bradáč        |                                                       | 1945–1948       | narozen v roce 1884 v Okříškách, posléze učil na gymnáziu v Jihlavě a následně přešel do Třebíče, posléze se stal opět ředitelem v letech 1945–1948 |
| 13     | Alois Kratochvil      |                                                       | 1948–1953       | narozen v roce 1889 v Ptáčově, pedagog a těsnopisec, mezi lety 1942 a 1945 provizorní správce, zemřel v roce 1964 |
| 14     | Karel Heinige         |                                                       | 1953–1961       | původně řídící učitel ve Štěměchách, posléze místní politik a ředitel |
| 15     | Jaroslav Kratochvíl   |                                                       | 1961–1966       | |
| 16     | Josef Raček           |                                                       | 1966–1978       | zasloužil se o návrat do původní budovy gymnázia z budovy tzv. jedenáctiletky na Václavském náměstí |
| 17     | Mgr. František Plhák  |                                                       | 1978–1990       | učil chemii a biologii na gymnáziu až do roku 1996 |
| 18     | Mgr. Ludvík Burian    |                                                       | 1990–2003       | učil matematiky a fyziku na gymnáziu v Třebíči mezi lety 1979–2004, absolvoval Gymnázium Třebíč, prvním porevolučním ředitelem gymnázia, podílel se na změnách studijního plánu a za jeho působení byla přistavěna nová tělocvična                                                            |
| 19     | Mgr. Radek Blažek     | Radek Blažek, ředitel Gymnázia Třebíč 2003–2012       | 2003–2012       | učil chemii a biologii na gymnáziu v Třebíči mezi lety 1988–2012, absolvoval Gymnázium Třebíč, za jeho působení byl navýšen počet tříd a upraveny učební plány, posléze působil na školské inspekci a dále jako pedagog na základní škole                                                     |
| 20     | RNDr. Alice Burešová  |                                                       | 2012–dosud      | do roku 2000 působila na základní škole, učí chemii a angličtinu od roku 2000 na gymnáziu Třebíč, věnovala se rozvoji projektů, za jejího působení byla přistavěna budova s badatelským centrem                                                                                               |

## Významní studenti

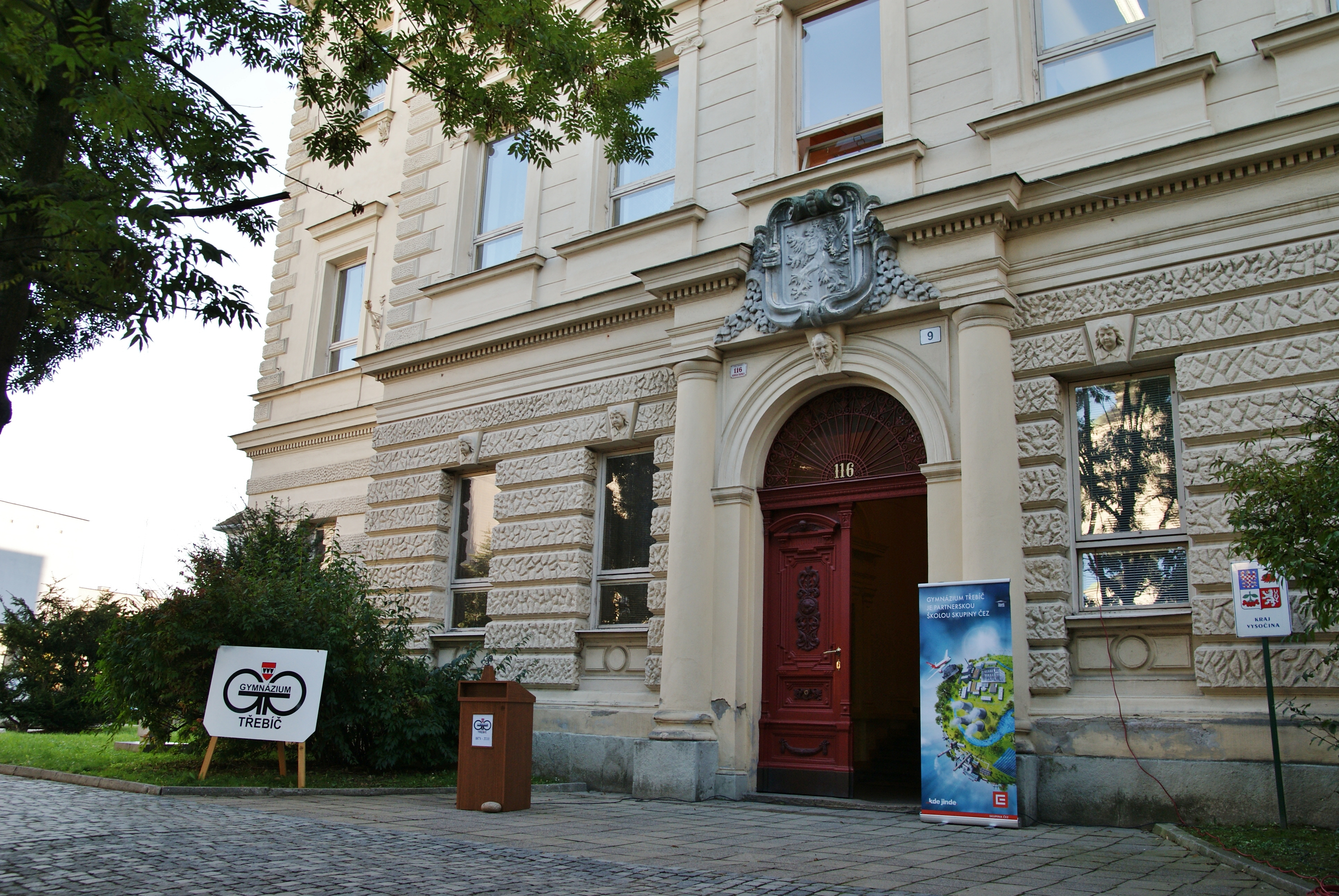
Hlavní vchod do gymnázia

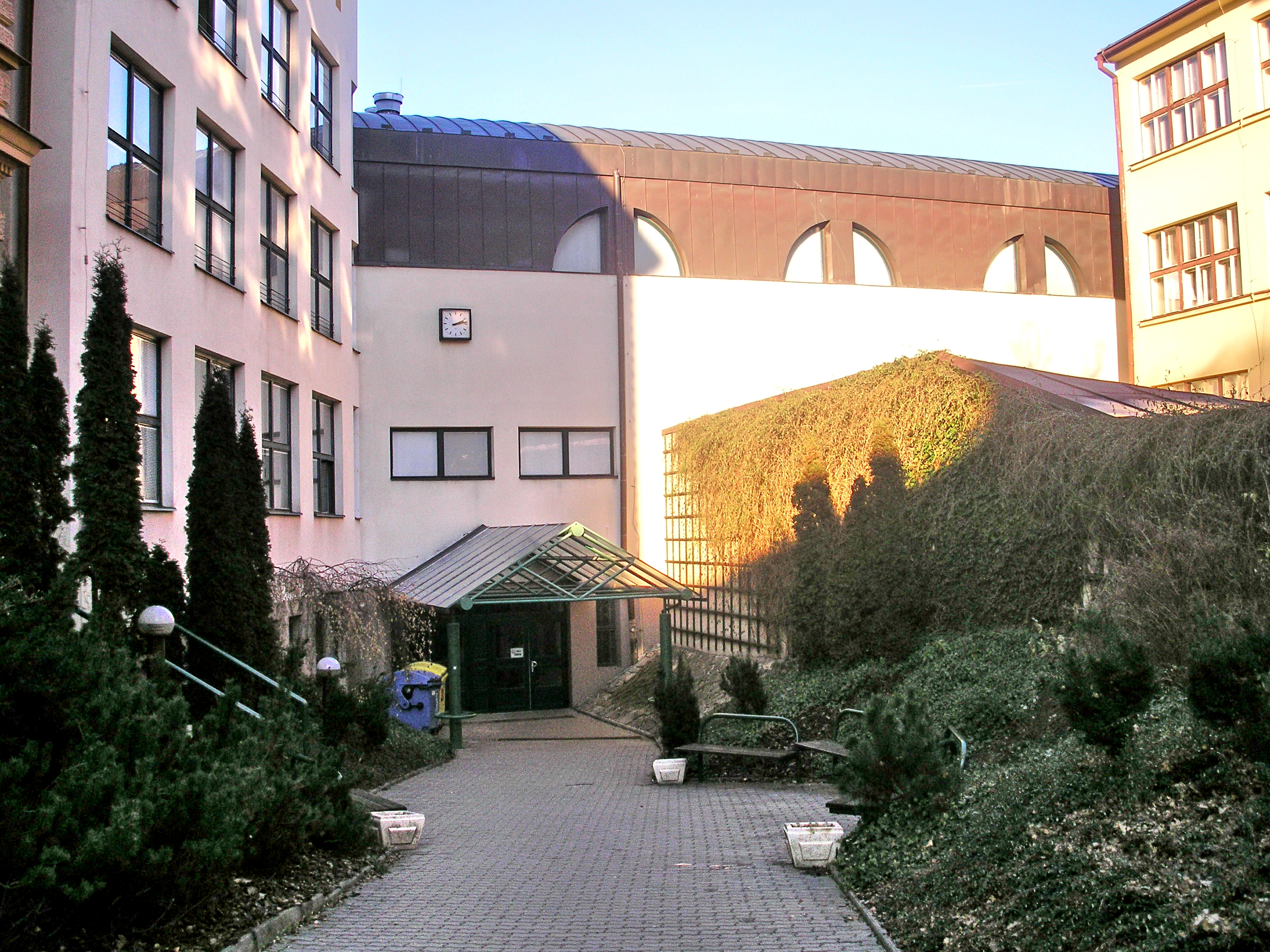
Studentský vchod do nové budovy gymnázia

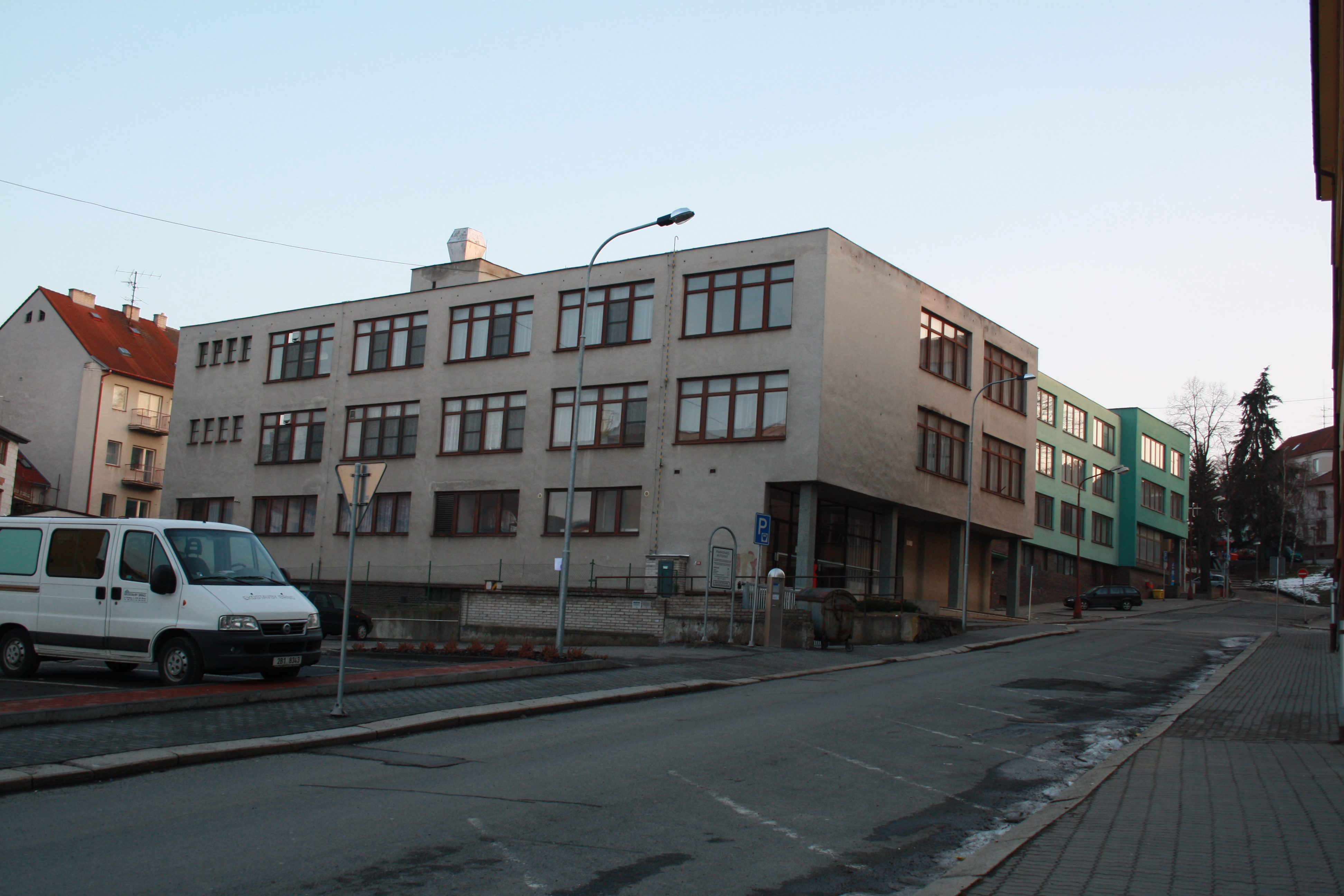
Centrální jídelna

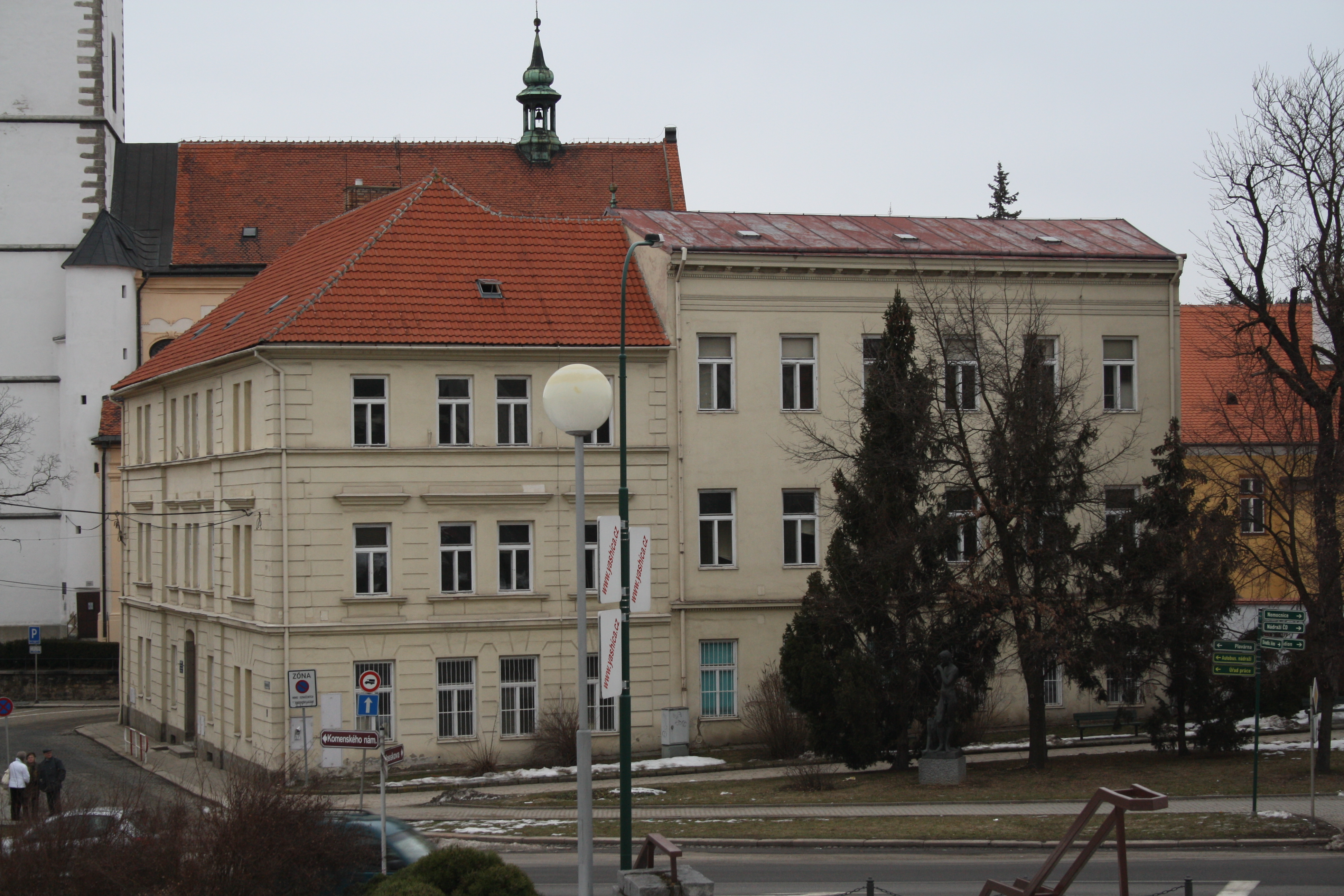
Bývalá budova SZŠ v místech, kde stávala Vídeňská brána, svého času třetí budova GTR

- Pavel Bár[24] (dramaturg a historik)
- Boris Baromykin[24] (kameraman, režisér a fotograf)
- Jan Bartejs[24] (voják, velitel výsadku Potash)
- Antonín Bartušek[25] (muzeolog)
- Vladimír Bouzek[25] (sportovec)
- Karel Brabenec[26] (zakladatel klubu Třebíčanů v Praze, přednosta odboru na ministerstvu financí)
- František Bublan[27] (politik)
- Jan Josef Budil[28] (duchovní)
- Vlastimila Cahová[24] (kuželkářka)
- Jaromír Čejka[29] (rozhodčí)
- Miluše Čechová[24] (výtvarnice a kronikářka)
- Jakub Deml[30][26] (spisovatel)
- František Dlouhý[31] (malíř)
- Jaroslav Dobiáš[24] (scenárista, dramatik a spisovatel)
- Miloš Václav Dočekal,[24] (duchovní a spisovatel)
- Jan Dokulil[32] (duchovní)
- Miloš Dokulil[33][34] (jazykovědec)
- Jaromír Doležal[35] (diplomat)
- Jaroslav Doležal Pojezdný[26] (spisovatel)
- Václav Dosbaba[24] (výtvarník a pedagog)
- Igor Dostálek[24] (pedagog, herec, režisér, moderátor a scenárista)
- Tomáš Drápal[24] (voják)
- František Dreuschuch[26] (lékař)
- Karel Dvořáček[36] (diplomat)
- Alois Dvořák[26] (teolog)
- Jiří Dvořák[37] (malíř)
- Josef Dvořák[26] (teolog)
- Miloš Dvořák[38] (literární kritik)
- Rudolf Dvořák[26] (botanik)
- Otakar Fiala[39] (literární historik)
- Jan Filipský[24] (finančník)
- Rudolf Fišer[24] (pedagog a historik)
- Čestmír Folk[24] (biolog a ornitolog)
- Ivan Fortelný[24] (chemik)
- Vilma Frantová[24] (herečka a moderátorka)
- Bedřich Fučík[38][26] (spisovatel)
- Josef Gerža[24] (divadelní režisér a pedagog)
- Rajmund Habřina[40] (básník a novinář)
- Ondřej Halámek[41] (herec)
- Jan Hejátko[24] (biolog)
- Lubor Herzán[42] (architekt)
- Antonín Hobza[26][43] (právník)
- Dana Hobzová[44] (zpěvačka)
- Radoslav Hobza[45] (duchovní)
- Vítězslav Horn[46] (lékař)
- René Janoštík[47] (kreslíř)
- Matilda Jatiová[24] (botanička)
- Josef Jeleček[24] (podnikatel)
- Adam Joura[24] (politik)
- Leopold Joura[48] (geograf)
- Věra Jourová[24] (politička)
- Karel Klusák[24] (podnikatel)
- Milan Klusák[24] (diplomat a politik)
- Miroslav Koupil[24] (básník, herec a pedagog)
- Jaromír Koutek[49] (geolog)
- Pavel Kováčik[50] (politik)
- Emanuel Krajina[24] (pedagog a ředitel, otec Emanuela Krajiny ml.)
- Emanuel Krajina (voják)
- Vladimír Josef Krajina[49] (politik, botanik)
- Milan Kratochvíl[24] (chemik)
- Josef Kratochvíla[24] (biochemik)
- Lubomír Kressa[24] (výtvarník)
- Jaroslav Krčál[24] (pedagog a spisovatel)
- František Kršňák[24] (malíř, historik umění a pedagog)
- František Kubica[51] (lékař, fotograf a básník)
- Miroslav Kubíček[52] (malíř a duchovní)
- Klára Kubíčková[24] (novinářka)
- Miloslav Kučera[24] (psycholog)
- Zdeněk Kvíz[24] (astronom a fyzik)
- Lubomír Lampíř[24] (vinař a pedagog)
- Theodor Lang[53] (odbojář a voják)
- Čestmír Liškař[24] (pedagog)
- Jan Machoň (novinář, spisovatel a poslanec)
- František Malý[24] (právník)
- Štěpán Mareš[54] (kreslíř)
- Zdeněk Matějka[24] (stavební inženýr)
- Jan Máchal (pedagog)
- Svatopluk Máchal[24] (výtvarník a pedagog)
- Pavel “Herdyn” Mikeš (twitch streamer, youtuber)
- Dagmar Minaříková[24] (geoložka)
- Miroslav Mužík[24] (farmaceut)
- Karel Müller[24] (farmaceut)
- Bohumila Myslíková[55] (herečka)
- Oldřich Navrátil[56] (herec)
- Vladimír Nekuda[24] (archeolog)
- Milan Nestrojil[24] (farmaceut a výtvarník)
- Jiří Nevosad[24] (advokát a žurnalista)
- Vítězslav Nezval[38][26] (spisovatel)
- František Němec[57] (geolog)
- Viktor Nikodem[24] (výtvarník)
- Jan Noha[58] (duchovní)
- Vladimír Nováček[59] (teolog a duchovní)
- Ladislav Novák[60] (umělec)
- Lubomír Nový (filozof)
- Leopold Ornstein[24] (advokát, voják, podnikatel)
- Ludmila Pacnerová[61] (slavistka)
- Pavel Pacal[24] (politik a pedagog)
- Jitka Padrnosová[24] (archivářka)
- Bohumil Palát[62] (pedagog a hudebník)
- Jan Papírník[26] (primář nemocnice)
- Jan Papoušek[63] (pedagog a hudebník)
- Jiří Pavlas[24] (podnikatel)
- Miroslav Pálka[24] (stavař a výtvarník)
- Růžena Peková[24] (herečka)
- František Pernička[24] (fyzik)
- František Pfaff[64] (veterinář)
- Richard Picbauer[26] (botanik)
- Rudolf Píša[24] (biochemik a biolog)
- Alois Pokorný[24] (lékař)
- Karel Pospíšil[24] (herec)
- Helena Pražáková[24] (malířka)
- Silvestr Prát[26][65] (botanik)
- Jindřich Procházka[66] (pedagog)
- Ladislav Prokeš[67] (botanik, pedagog)
- Karel Přerovský[26] (primář nemocnice Na Bulovce, docent medicíny)
- Aleš Rejthar[68] (lékař, profesor medicíny)
- Jiřina Salaquardová[69][70] (spisovatelka)
- Richard Samek[24] (operní zpěvák)
- Vincenc Sameš[24] (archivář a pedagog)
- Jan Sedlák[26] (duchovní)
- Milan Skalník[71] (právník)
- Antonín Spilka[26] (lékař)
- Jaroslav Stehlík[72] (entomolog)
- Jan Stejskal[73] (geolog)
- Jaroslav Stehlík[74] (entomolog)
- Jindřich Suza[75][26][76] (botanik)
- Adolf Svoboda[77] (pedagog, básník)
- Jiří Svoboda[78] (pedagog)
- Pavel Svoboda[24] (pedagog a regionální politik)
- Josef Šabacký[79] (botanik)
- Jan Šabršula[80] (filolog)
- Mohamed Ali Šilhavý[24] (pedagog)
- Miroslav Šilhavý[24] (fyzik, syn Vladimíra Šilhavého)
- Vladimír Šilhavý[33] (lékař)
- Pavlína Šípová[24] (lingvistka)
- Bohumír Šmeral[30] (politik, novinář)
- Theodor Šmeral[24] (právník)
- Jan Šnoflák[81] (entomolog)
- Jaromír Šofr[82] (kameraman)
- Josef Špelda[24] (kameraman a pedagog)
- Zdeněk Šplíchal[83] (malíř, grafik, sochař)
- Jan Švábeník[84] (zoolog a pedagog)
- Vladimír Tardy[85] (psycholog)
- Mária Jana Terrayová[86] (muzikoložka)
- Josef Toman[87] (duchovní)
- Karel Tomek[24] (sbormistr a varhaník)
- Jan Trnka,[88] (lékař)
- Ladislav Tvarůžek,[89] (novinář, historik a ředitel ČTK)
- Karel Uhlíř,[90] (lékař a mykolog)
- Otmar Urban[91] (hudebník a publicista)
- Jarmila Urbánková[92] (spisovatelka)
- František Vaigner[24] (dirigent)
- Bedřich Vaníček[24] (překladatel a výtvarník)
- Bedřich Václavek[93][26] (spisovatel)
- František Veselý[94] (matematik)
- František Veselý[24] (lékař)
- Lubomír Vidlák[24] (herec)
- Simona Vidláková[24] (herečka)
- Petr Vít[95] (muzikolog)
- Josef Voslař[96] (soudce a finanční prokutátor)
- Bohumil Vostal[24] (novinář)
- Josef Vrtal[24] (herec a redaktor)
- Karel Weigner[26] (profesor medicíny, Karlova univerzita)
- Richard Wolf[24] (filolog)
- Vladimír Zacha[97] (mykolog)
- Jan Zahradníček[98][26] (básník)
- Jan Zahradníček[26] (docent medicíny, Karlova univerzita)
- Josef Zahradníček[26][99] (profesor fyziky)
- Jan Zavřel[26] (zoolog)
- František Záviška[100] (fyzik)
- Radovan Zejda[101] (mineralog a historik)
- Emil Zimmermann[102] (voják)
- Jaroslav Zvěřina[24] (lékař a politik)
- Antonín Žamberský[24] (betlémář)
- Michal Žák[24] (meteorolog, moderátor a pedagog)
- Rudolf Žák[103] (pedagog)

## Předměty
V nabídce gymnázia jsou předměty všeobecného zaměření jako jsou zeměpis, dějepis, biologie, matematika, fyzika a mnohé další. Z jazyků je možné studovat češtinu, angličtinu, němčinu, ruštinu, francouzštinu a latinu.

### Specializované učebny
Na gymnáziu se nachází celkem devět specializovaných učeben. Svou třídu a laboratoře mají biologie, chemie a fyzika. Vlastní učebnu má také výtvarná výchova, hudební výchova. Mimo to se zde nachází ještě jedna bývalá učebna fyziky, ve které jsou patrné pozůstatky přizpůsobení. Škola se také může pochlubit interaktivní učebnou zeměpisu se speciální dotykovou tabulí, na kterou v rámci soutěže Oranžová učebna přispěla Skupina ČEZ. Takřka všechny specializované učebny jsou vybaveny počítačem a projektorem, některé jsou poschoďové.

Pohledy do učeben Gymnázia Třebíč
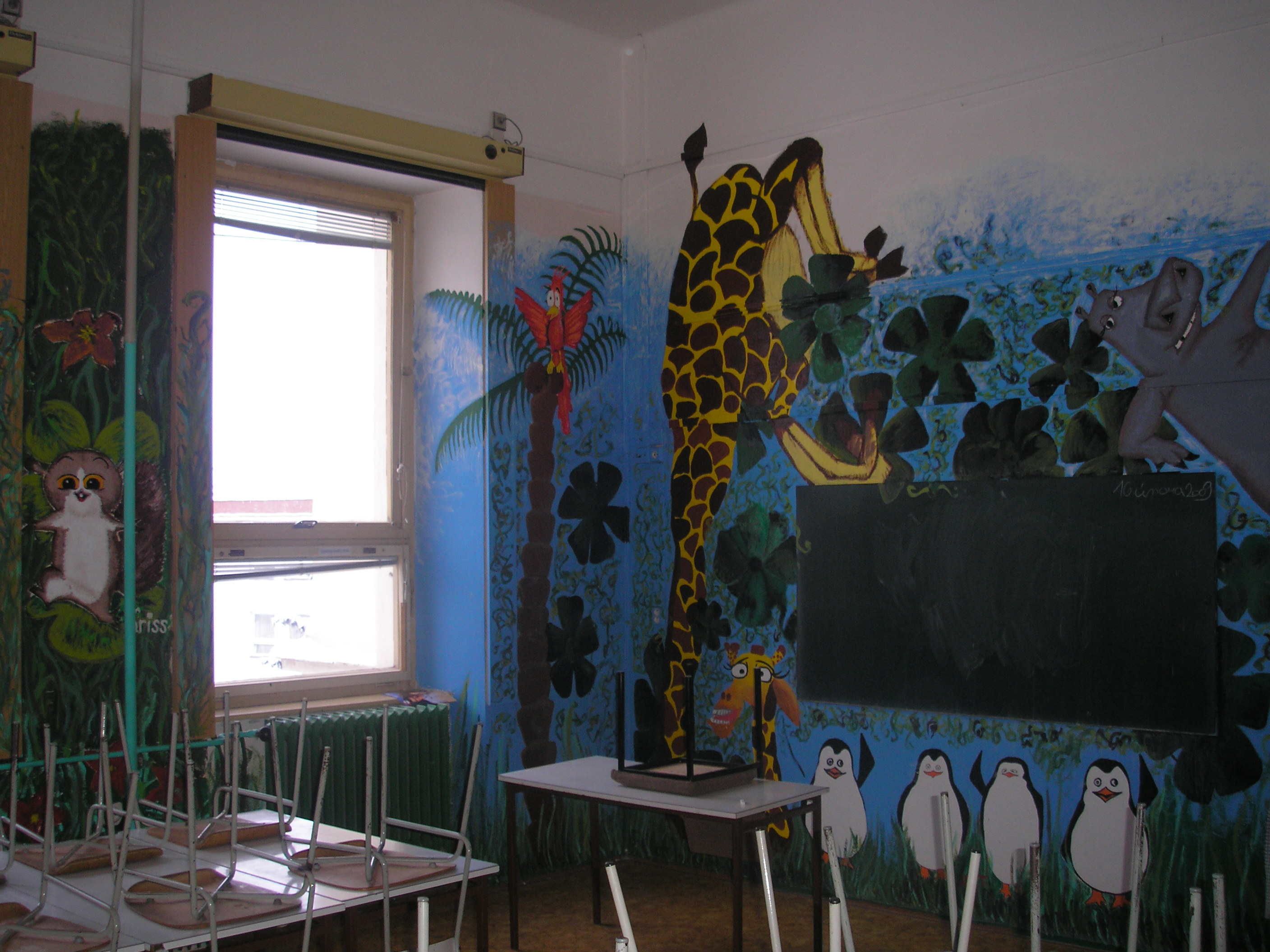
Učebna výtvarné výchovy
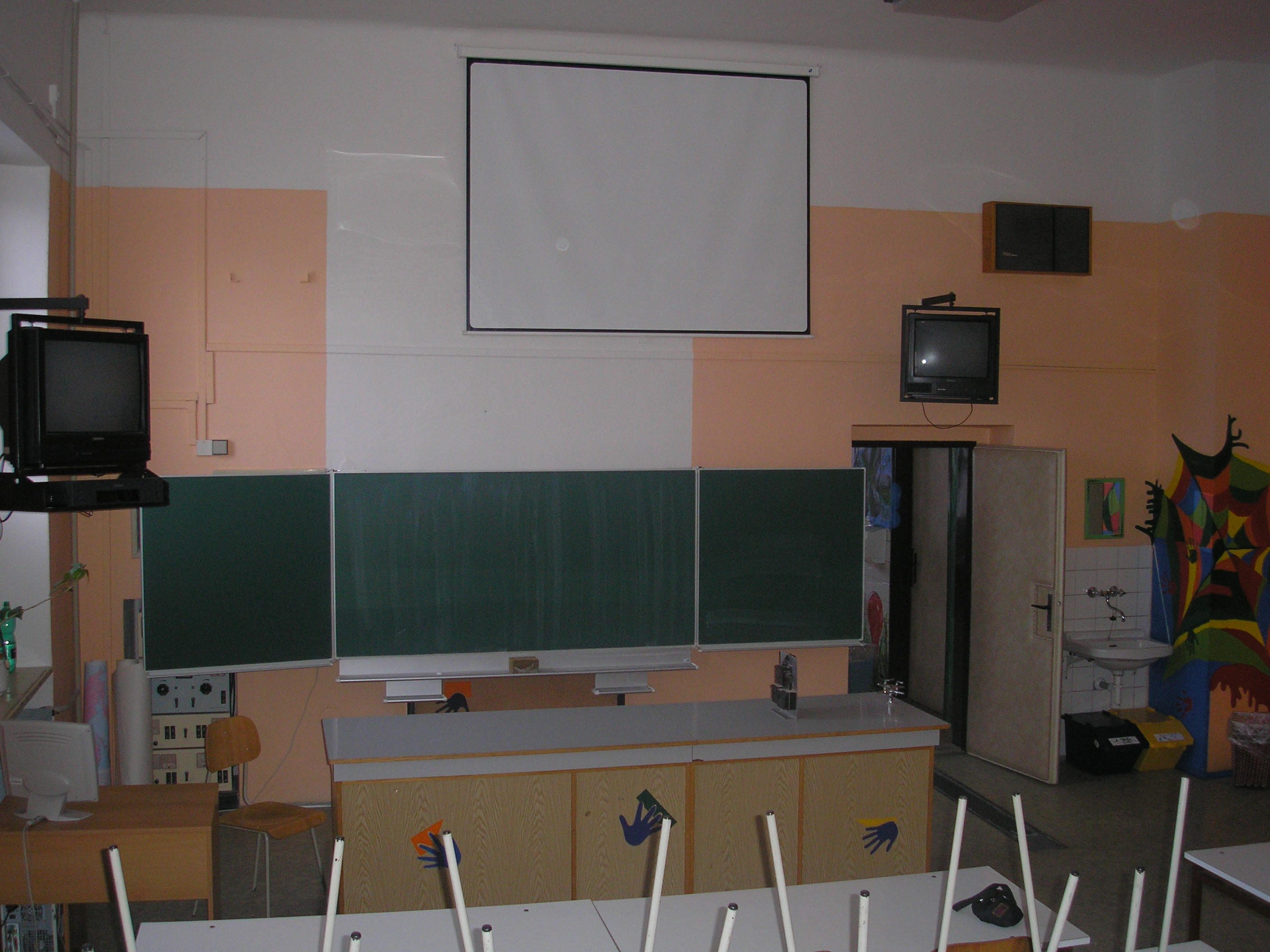
Bývalá učebna fyziky

## Tradiční akce školy
- Sportovní den
- Studentská akademie Studenti studentům
- Den otevřených dveří
- Ples Gymnazijní matice
- Výtvarná akce studentů Ani ve škole, ani za školu, ale před školou
- Netradiční sportovní den k ukončení školního roku pořádaný studenty třetích ročníků

## Aktivity studentů
Již více než třicet let na škole pravidelně vychází studentský časopis Zvonek navazující na odkaz úspěšných studentů Gymnázia Třebíč, jakými byly například básníci Vítězslav Nezval či Jakub Deml. Svým stářím patří patrně mezi nejstarší pravidelně vycházející školní časopisy v Česku. Mezi jeho odchovance patří například karikaturista Štěpán Mareš, který během svého studia na gymnáziu pro Zvonek pracoval coby začínající ilustrátor.

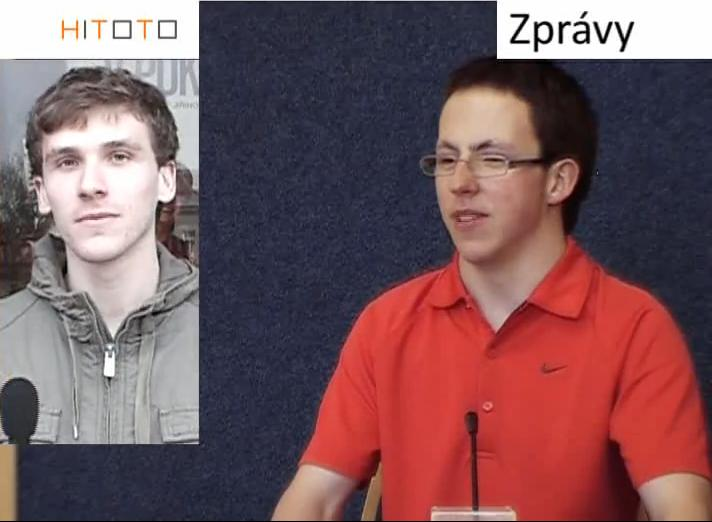
Snímek z vysílání televize Hitoto

Od roku 2009 spolupracuje školní časopis se Studentským studiem, které existuje již od devadesátých let 20. století a jeho hlavní činností je provoz školní televize. Zvonek společně se Studentským studiem úspěšně provozuje televizní stanici Hitoto, která pravidelně vysílá ve škole i na internetu. Při své činnosti využívají redaktoři četných zkušeností získaných při provozu velmi populární stejnojmenné rozhlasové stanice, která na škole působila v osmdesátých až devadesátých letech. Jejím hlavním předmětem vysílání byla populární hitparáda. V současné době se na vysílání podílí všichni redaktoři školního časopisu, někteří zástupci Studentského studia a další studenti. Mimo standardní vysílání, které probíhá dvakrát i vícekrát týdně, natáčí školní televize také například dokument o historii školy.
Ve školním roce 2009/2010 vznikl na gymnáziu též konkurenční televizní kanál Universal provozovaný některými členy Studentského studia. První vysílání bylo představeno studentům v úterý 22. prosince 2009 před konáním tradiční vánoční akademie. Vysílání bylo přijato studenty i učiteli dobře. Universal v současnosti vysílá každý týden pouze jednou a to ve středu, v repríze pak ve čtvrtek. Každý lichý týden se na televizních obrazovkách na všech učebnách objevuje zpravodajská relace, zatímco sudé týdny patří zábavné show Uvolněte se, prosím, kde roli hosta přebírají místní vyučující. Universal ve svých začátcích pronikl i na titulní stránky místních novin, např. Třebíčského deníku. Na tvorbě pořadu spolupracuje přibližně 30 studentů.
V roce 2018 studenti uspořádali v Třebíči jeden z Běhů pro Paměť národa.
V únoru roku 2019 studenti uspěli v soutěží Francouzského institutu v Praze, studenti vytvořili komiks s tematikou roku 1918, stejně tak vytvořili dopis s téže tematikou.